# Ким Уоруик
Ким Уоруик (на английски: Kim Warwick) е австралийски тенисист. 

## Биография
Ким Уоруик е роден на 8 април 1952 г. в Сидни, Нов Южен Уелс, Австралия.

## Кариера
Ким Уоруик се състезава в ATP Тур от 1970 до 1987 г., достига финал на сингъл на Откритото първенство на Австралия през 1980 г.
Той побеждава над 35 тенисисти класирани в топ десет, включително Гилермо Вилас, Раул Рамирес, Витас Герулайтис, Ян Кодеш, Боб Лутц и Артър Аш. Най-високото класиране на Уоруик на сингъл е номер 15 в света, постигнато през 1981 г. Той печели три титли на сингъл и 26 титли на двойки, включително Откритото първенство на Австралия през 1978, 1980 и 1981, и Откритото първенство на Франция през 1985 г. В партньорство с Ивон Гулагонг, той печели Откритото първенство на Франция през 1972 г.
Ким Уоруик е член на Световния отбор по тенис през 1975 г. (Pittsburgh Triangles) и 1986 г. (San Antonio Racquets). 
Ким Уоруик държи рекорда за най-много пропуснати мачбола, губи мач след като е имал единадесет шанса да победа, срещу Адриано Паната на Италия Оупън през 1976 г.

## Кариерна статистика

#### Финали на сингъл на турнири отГолям шлем(1)
| година | турнир       | съперник     | резултат           |
| ------ | ------------ | ------------ | ------------------ |
| 1980   | ОП Австралия | Брайън Тичър | 5–7, 6–7(4–7), 3–6 |

#### Титли на двойки отГолям шлем(4)
| година | турнир       | партньор       | съперник                     | резултат                   |
| ------ | ------------ | -------------- | ---------------------------- | -------------------------- |
| 1978   | ОП Австралия | Войцех Фибак   | Пол Кронк Клиф Летчър        | 7 – 6, 7 – 5               |
| 1980   | ОП Австралия | Марк Едмъндсън | Питър Макнамара Пол Макнами  | 7 – 5, 6 – 4               |
| 1981   | ОП Австралия | Марк Едмъндсън | Ханк Пфистър Джон Садри      | 6 – 3, 6 – 7, 6 – 3        |
| 1985   | Ролан Гарос  | Марк Едмъндсън | Шломо Гликщайн Ханс Симонсон | 6 – 3, 6 – 4, 6 – 7, 6 – 3 |

#### Финали на двойки отГолям шлем(1)
| година | турнир       | партньор       | съперник                       | резултат            |
| ------ | ------------ | -------------- | ------------------------------ | ------------------- |
| 1985   | ОП Австралия | Марк Едмъндсън | Пол Анакон Кристо ван Ренсбург | 7 – 6, 4 – 6, 4 – 6 |

#### Титли на смесени двойки отГолям шлем(2)
| година | турнир      | партньор      | съперник                     | резултат            |
| ------ | ----------- | ------------- | ---------------------------- | ------------------- |
| 1972   | Ролан Гарос | Ивон Гулагонг | Франсоаз Дюр Жан-Клод Баркли | 6 – 2, 6 – 4        |
| 1976   | Ролан Гарос | Илана Клос    | Линки Бошоф Колин Доудесуел  | 5 – 7, 7 – 6, 6 – 2 |

#### Финали на смесени двойки отГолям шлем(1)
| година | турнир    | партньор      | съперник                    | резултат     |
| ------ | --------- | ------------- | --------------------------- | ------------ |
| 1972   | Уимбълдън | Ивон Гулагонг | Розмари Казалс Илие Настасе | 4 – 6, 4 – 6 |